# 紫斑洼瓣花
紫斑洼瓣花（学名：Lloydia ixiolirioides）为百合科洼瓣花属下的一个种。

## 扩展阅读
- 維基物種上的相關：紫斑洼瓣花